# 2873 Binzel
2873 Binzel је астероид главног астероидног појаса са средњом удаљеношћу од Сунца која износи 2,251 астрономских јединица (АЈ).
Апсолутна магнитуда астероида је 12,99.